# Limnephilus rubiensis
Limnephilus rubiensis is een fossiele soort schietmot uit de familie Limnephilidae.